# Troilus and Criseyde

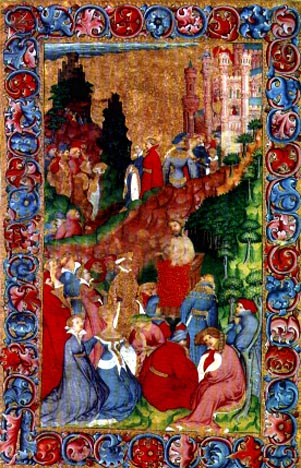
Geoffrey Chaucer leest zijn gedichten voor aan het hof van Richard II. Titelblad van "Troilus and Criseyde", ca. 1400

Troilus and Criseyde (Troilus en Crisseda) is een Middelengels gedicht van Geoffrey Chaucer, dat het tragische verhaal vertelt van de geliefden Troilus en Criseyde tijdens het beleg van Troje. Het is geschreven in rhyme royal (koninklijk rijm) en dateert uit de periode 1382-1386. Met zijn 8000 regels is dit het langste volledige gedicht dat Chaucer ons naliet. Het wordt beschouwd als een van zijn beste werken en is, in tegenstelling tot het beter bekende The Canterbury Tales, door Chaucer helemaal voltooid.
If no love is, O God, what fele I so?

And if love is, what thing and whiche is he?

If love be good, from whenes comth my wo?— Book I, Cantus Troili, 400

## Datering
De uiterste datum waarop Troilus and Criseyde werd voltooid moet 1387 zijn, aangezien de filosoof en advocaat Ralph Strode dat jaar stierf, en hij was het aan wie Chaucer een verzoek tot correctie had gericht. Een andere aanwijzing is het testament van een zekere Thomas Usk, een Londenaar die op 4 maart 1388 geëxecuteerd werd voor verraad. Uit dat document blijkt dat Usk vertrouwd was met de tekst over Troilus. In Book III van het gedicht maakt Chaucer een allusie op een opmerkelijk astronomisch (en astrologisch) fenomeen dat gebeurde in de vroege zomer van 1385, namelijk de conjunctie van de planeten Jupiter en Saturnus met de maan. De zeldzaamheid van deze conjunctie - de vorige keer was in het jaar 769 geweest - kan ook een hulp zijn bij de datering van de tekst. In de tekst over Troje duidt Chaucer de conjunctie volgens traditionele astrologische regels als 'Grote omwenteling van een rijk'.

## Thema
Chaucers verhaal speelt zich af tegen de achtergrond van de Trojaanse oorlog. Tijdens het beleg van Troje wordt Troilus, zoon van koning Priamus, verliefd op de mooie weduwe Criseyde. Dankzij de bemiddeling van Criseydes oom Pandarus worden zij geliefden. Ze leven gedurende drie jaar gelukkig samen, gebonden door wat een volmaakte liefde lijkt. Wanneer de Grieken de Trojaanse strijder Antenor gevangennemen, komt er aan hun geluk een einde. Bij een uitwisseling van gevangenen met de Grieken wordt Criseyde verplicht om Troje te verlaten. Troilus schenkt haar als symbool van hun onverbrekelijke liefde een broche. Na een maand verblijf in het kamp van de belegerende Grieken laat Criseyde haar geliefde Troilus echter in de steek voor de knappe Griekse strijder en koning Diomedes. Zij schenkt hem zelfs de broche die ze van Troilus kreeg. Het verhaal, dat begon met een mooie liefde, heeft aldus door de ontrouw van Criseyde een droevig einde. Troilus verneemt het nieuws en lijdt onder het verlies van zijn aardse liefde. Na zijn dood (Achilles 'slacht' hem) vindt hij troost in eeuwigheid en eeuwige liefde.
Volgens Barry Windeatt was dit thema in Chaucers tijd vrij gebruikelijk, maar wat Chaucers versie zo vernieuwend maakte, was zijn talent voor komedie en de manier waarop hij liefde in haar filosofische en metafysische dimensies behandelde.

## Tragedie of komedie?
In zijn boek 'The European tragedy of Troilus' bespreekt Piero Boitani het probleem van genrebepaling bij dit stuk. Het blijkt moeilijk om te definiëren of het nu een tragedie dan wel een komedie is. De reden is volgens hem historisch te duiden. Middeleeuwse letterkundigen, en in het bijzonder schrijvers die in de volkstaal schreven zoals Chaucer, waren maar matig geïnteresseerd in 'zuivere' literaire vormen. Pas met de hernieuwde belangstelling voor de klassieken in de renaissance begonnen letterkundigen theorieën als genre en decorum voorop te stellen. Zoals de kritiek van bijvoorbeeld Samuel Johnson op Shakespeare aantoont, kregen deze theorieën in de Engelse literatuur geen voet aan de grond. Chaucer was ook de eerste die de termen"tragedye" en "comedye" in de Engelse taal gebruikte, met name in Troilus and Criseyde, en in The Canterbury Tales. Chaucer noemt zijn Troilus and Criseyde zelf 'Litle myn tragedye' (mijn kleine tragedie), wat ook duidelijk maakt dat hij het niet zo ernstig neemt.
Go, litel book, go, litel myn tragedye,

Ther god thi makere yit, [e]r that he dye,

So sende myght to make in som comedye!

But, litel book, no makyng thow nenvie,

But subgit be to alle poesie;

And kis the steppes, where as thow seest space

Virgile, Ovide, Omer, Lucan, and Stace.— Troilus and Criseyde, (V.1786-92)
Troilus and Criseyde wordt meestal beschouwd als behorend tot de hoofse romantiek, hoewel dit nog onderwerp van controverse is binnen het debat over de indeling van Middelengelse literatuur.

## Tekst
- Book I: stelt de belangrijkste personages (Troilus, Criseyde, Pandarus) voor en vertelt over de Trojaanse oorlog. Als Troilus aan Pandarus bekent dat hij ziek van liefde is voor Criseyde, belooft die hem te helpen.
- Book II: vertelt hoe Pandarus bemiddelt om Troilus bij zijn geliefde te brengen. Nadat Troilus zich heldhaftig heeft gedragen in een veldslag, wordt Criseyde ook verliefd op hem. In dit deel filosofeert Criseyde veel over de keuze van de vrouw om vrij of gebonden (gehuwd) te zijn. Om deze vrijheid te behouden verzet ze zich aanvankelijk tegen haar verliefdheid. Zo beantwoordt zij een brief van Troilus, maar verzoekt Pandarus haar brief niet aan Troilus te geven. Ook Troilus' broer speelt een rol om de twee geliefden samen te brengen, door een feest te organiseren in zijn huis.
- Book III: Pandarus bengt Criseyde naar het huis van Troilus, waar ze elkaar hun liefde bekennen. In dit deel staat Pandarus' filosofische beschouwing over de plichten van de man tegenover zijn echtgenote. Pandarus doet alsof hij Criseyde aanmaant om haar passie te beteugelen, terwijl hij goed weet dat Troilus aanwezig is in het huis. Hij leidt haar ten slotte naar Troilus' kamer waar de geliefden eindelijk in elkaars armen vallen en samen de nacht doorbrengen.
- Book IV: belicht de strijd tegen de Grieken. De Trojaanse strijder Antenor wordt door de Grieken gevangengenomen. De Grieken willen hem ruilen voor Criseyde. Na een vergadering van de raad besluiten de Trojanen het verzoek in te willigen. Troilus geeft uiting aan zijn zelfmedelijden voor de beslissing van de raad. Pandarus geeft hem de raad uit te zien naar een andere vrouw, maar dat wijst Troilus af. Terwijl vergaderen ook de vrouwen, waar Criseyde haar toestand beklaagt. Uiteindelijk moeten Criseyde en Troilus afscheid van elkaar nemen. Als Criseyde bezwijmt, trekt Troilus zijn zwaard om een einde aan zijn leven te maken, maar Criseyde ontwaakt op tijd om hem daarvan te weerhouden. Zij overtuigt haar geliefde dat zij haar lot moet aanvaarden.
- Book V: opent met de ruil van de gevangenen. Diomedes begint Criseyde het hof te maken. Criseyde ontmoet in het Griekse kamp ook haar overgelopen vader Calkas. Troilus treurt en laat Pandarus komen. Die probeert hem op te beuren door hem mee te nemen naar een feest van koning Sarpendoun. Nadien trekken Troilus en Pandarus naar Criseydes lege kamer en Troilus blijft treuren. In het Griekse kamp treurt ook Criseyde, en zij maakt plannen om terug naar Troje te vluchten. Diomedes praat met haar en adviseert haar om Troje te vergeten. Criseyde gaat niet in op de avances van Diomedes maar zegt ook niet neen. Uiteindelijk valt zij toch voor hem. Troilus blijft wachten op zijn geliefde, maar begint te vermoeden dat zij ontrouw is geworden. Hij schrijft haar een brief en zij schrijft er een terug. Troilus heeft een voorspellende droom, die zijn zuster uitlegt: Diomedes heeft zijn plaats in het hart van Criseyde ingenomen. Troilus weigert dit te geloven en blijft brieven schrijven. Hij krijgt echter het bewijs in handen van Criseydes ontrouw. In het laatste deel volgt een lange klacht van Troilus, met beschouwingen over trouw en ontrouw, en het eindigt met Troilus die de strijd opzoekt met de bedoeling de dood te vinden.

## Receptie
Latere schrijvers maakten gebruik van hetzelfde thema. Robert Henrysons Schots gedicht The Testament of Cresseid dacht Cressida een tragisch lot toe, wat in Chaucers versie niet voorkwam. Henrysons werk werd vaak als een soort epiloog bij Chaucers gedicht gezien. Shakespeares drama Troilus and Cressida was ook veel donkerder van toon, en eveneens gedeeltelijk gebaseerd op hetzelfde materiaal.
Troilus and Criseyde wordt meestal beschouwd als behorend tot de hoofse romantiek, hoewel dit nog onderwerp van controverse is binnen het debat over de indeling van Middelengelse literatuur.

## Nederlandse vertaling
- Adriaan Jacob Barnouw, Troilus en Criseyde - Uitgeverij H.D. Tjeenk, Willink & Zoon (1955)

## Verder lezen
- Boitani, Piero and Jill Mann. The Cambridge Companion to Chaucer. 2nd ed. Cambridge: Cambridge University Press, 2003.
- Brown, Peter, ed. A Companion to Chaucer. Oxford: Blackwell, 2000.
- Dinshaw, Carolyn. Chaucer's Sexual Poetics. Madison: University of Wisconsin Press, 1989.
- Fradenburg, L. O. Aranye. Sacrifice Your Love: Psychoanalysis, Historicism, Chaucer. Minneapolis: University of Minnesota Press, 2002.
- Hansen, Elaine Tuttle. Chaucer and the Fictions of Gender. Berkeley: University of California Press, 1992.
- Mann, Jill. Feminizing Chaucer. 2nd ed. Rochester, NY: D.S. Brewer, 2002.
- McAlpine, Monica. The Genre of Troilus and Criseyde. Ithaca: Cornell University Press, 1978.
- Patterson, Lee. Chaucer and the Subject of History. Madison: University of Wisconsin Press, 1991.
- Robinson, Ian. Chaucer and the English Tradition. Cambridge: Cambridge University Press, 1972.
- Robinson, Ian. Chaucer's Prosody: A Study of the Middle English Verse Tradition. Cambridge: Cambridge University Press, 1971.
- Strohm, Paul. Social Chaucer. Cambridge: Harvard University Press, 1989.
- Wallace, David.  Chaucerian polity: Absolutist Lineages and Associational Forms in England and Italy. Stanford: Stanford University Press, 1997.